# 布鲁塞尔中央站
布鲁塞尔中央站（法語：Gare de Bruxelles-Central）是比利时首都布鲁塞尔的鐵路車站，是布鲁塞尔三大火车站之一（另外两个为布鲁塞尔南站与布魯塞爾北站）。该站于1952年建成使用，主要以国内客流為主。
该站有6条股道，3个岛式站台，下方为地铁车站中央站站。

## 列车服务
该站提供以下列车服务：
- 城际列车 (IC-35) 阿姆斯特丹 - 海牙 - 鹿特丹 - 罗森达尔 - 安特卫普 - 布鲁塞尔机场 - 布鲁塞尔
- 城际列车 (IC-16) 布鲁塞尔 - 那慕尔 - 阿尔隆 - 卢森堡
- 城际列车 (IC-01) 奥斯坦德 - 布鲁日 - 根特 - 布鲁塞尔 - 鲁汶 - 列日 - 韦尔肯拉特 - 奥伊彭
- 城际列车 (IC-03) 克诺克/布兰肯贝赫 - 布鲁日 - 根特 - 布鲁塞尔 - 鲁汶 - 哈瑟尔特 - 亨克
- 城际列车 (IC-05) 安特卫普 - 梅赫伦 - 布鲁塞尔 - 尼韦勒 - 沙勒罗瓦（周一至周五）
- 城际列车 (IC-06) 图尔奈 - 阿特 - 哈勒 - 布鲁塞尔 - 布鲁塞尔机场
- 城际列车 (IC-06A) 蒙斯 - 布赖讷勒孔特 - 布鲁塞尔 - 布鲁塞尔机场
- 城际列车 (IC-11) 班什 - 布赖讷勒孔特 - 哈勒 - 布鲁塞尔 - 梅赫伦 - 蒂伦豪特（周一至周五）
- 城际列车 (IC-12) 科特赖克 - 根特 - 布鲁塞尔 - 鲁汶 - 列日 - 韦尔肯拉特（周一至周五）
- 城际列车 (IC-14) 基耶夫兰 - 蒙斯 - 布赖讷勒孔特 - 布鲁塞尔 - 鲁汶 - 列日（周一至周五）
- 城际列车 (IC-17) 布鲁塞尔 - 那慕尔 - 迪南（周末）
- 城际列车 (IC-18) 布鲁塞尔 - 那慕尔 - 列日（周一至周五）
- 城际列车 (IC-20) 根特 - 阿尔斯特 - 布鲁塞尔 - 哈瑟尔特 - 通厄伦（周一至周五）
- 城际列车 (IC-20) 根特 - 阿尔斯特 - 布鲁塞尔 - 登德尔蒙德 - 洛克伦（周末）
- 城际列车 (IC-22) 埃森 - 安特卫普 - 梅赫伦 - 布鲁塞尔（周一至周五）
- 城际列车 (IC-22) 安特卫普 - 梅赫伦 - 布鲁塞尔 - 哈勒 - 布赖讷勒孔特 - 班什（周末）
- 城际列车 (IC-23) 奥斯坦德 - 布鲁日 - 科特赖克 - 佐特海姆 - 布鲁塞尔 - 布鲁塞尔机场
- 城际列车 (IC-23A) 布鲁日 - 根特 - 布鲁塞尔 - 布鲁塞尔机场（周一至周五）
- 城际列车 (IC-23A) 根特 - 布鲁塞尔 - 布鲁塞尔机场（周末）
- 城际列车 (IC-26) 科特赖克 - 图尔奈 - 哈勒 - 布鲁塞尔 - 登德尔蒙德 - 洛克伦 - 圣尼克拉斯（周一至周五）
- 城际列车 (IC-29) 德潘讷 - 根特 - 阿尔斯特 - 布鲁塞尔 - 布鲁塞尔机场 - 鲁汶 - 兰登
- 城际列车 (IC-31) 安特卫普 - 梅赫伦 - 布鲁塞尔（周一至周五）
- 城际列车 (IC-31) 安特卫普 - 梅赫伦 - 布鲁塞尔 - 尼韦勒 - 沙勒罗瓦（周末）
- 布鲁塞尔城市快铁（法语：Réseau express régional bruxellois） (S1) 安特卫普 - 梅赫伦 - 布鲁塞尔 - 滑铁卢 - 尼韦勒（周一至周五）
- 布鲁塞尔城市快铁 (S1) 安特卫普 - 梅赫伦 - 布鲁塞尔（周末）
- 布鲁塞尔城市快铁 (S1) 布鲁塞尔 - 滑铁卢 - 尼韦勒（周末）
- 布鲁塞尔城市快铁 (S2) 鲁汶 - 布鲁塞尔 - 哈勒 - 布赖讷勒孔特
- 布鲁塞尔城市快铁 (S3) 登德尔蒙德 - 布鲁塞尔 - 登德尔莱乌 - 佐特海姆 - 奥德纳尔德（周一至周五）
- 布鲁塞尔城市快铁 (S6) 阿尔斯特 - 登德尔莱乌 - 赫拉尔兹贝亨 - 哈勒 - 布鲁塞尔 - 斯哈尔贝克
- 布鲁塞尔城市快铁 (S8) 布鲁塞尔 - 埃特贝克 - 奥蒂尼 - 新鲁汶
- 布鲁塞尔城市快铁 (S10) 登德尔蒙德 - 布鲁塞尔 - 登德尔莱乌 - 阿尔斯特

除了上述列车服务外，工作日上午和下午高峰时段与周日晚间另有额外的高峰时段列车。

### 书目
- Aubry, Françoise; Vandenbreeden, Jos. . New York: Harry N Abrams. 1997. ISBN 978-0-8109-6333-7.
- Nilsen, Micheline.  1st. New York: Palgrave Macmillan. 2008. ISBN 978-0-230-60773-6.
- State, Paul F. . Historical dictionaries of cities of the world 14. Lanham, MD: Scarecrow Press. 2004. ISBN 978-0-8108-5075-0.
- Wolmar, Christian. . London: Grove Atlantic. 2010. ISBN 978-1-84887-171-7.